# Télévision Tunisienne 2
Télévision Tunisienne 2 (arabisch التلفزة التونسية ـ الوطنية 2) ist ein staatlicher tunesischer Fernsehsender. Er ist der zweitälteste tunesische Sender nach Télévision Tunisienne 1.

## Geschichte
Im Juni 1983 wurde mit französischer Unterstützung ein zweites tunesisches Fernsehprogramm RTT 2 (arabisch إ.ت.ت. 2) auf einem UHF-Sendernetz gestartet. Dieser Sender wurde jedoch 1989 wieder eingestellt und stattdessen das französische Programm Antenne 2, seit 1992 France 2, terrestrisch in Tunesien verbreitet.
Zwischen 1990 und 1994 gab es aber mit dem Chaîne du Maghreb arabe, der 1993 in Tunis 2 (arabisch تونس 2) umbenannt wurde, in Tunis und Umgebung weiterhin stundenweise Ausstrahlungen eines zweiten tunesischen Fernsehprogramms auf dem VHF-Kanal des auch in Tunesien verbreiteten italienischen Programms Rai Uno.
Am 7. November 1994 wurde mit dem Canal 21 (arabisch قناة 21) ein täglich mehrstündiges tunesisches Fensterprogramm auf dem Sendernetz von France 2 gestartet. Mit der Zahl 21 im Sendernamen wurde wie bereits beim ersten tunesischen Fernsehprogramm Bezug auf ein bestimmtes Datum genommen. Hier war es der tunesische „Tag der Jugend“ am 21. März, denn das neue Programm richtete sich an ein jugendliches Publikum.
Nach der Wiederwahl von Zine el-Abidine Ben Ali 1999 und anschließender kritischer Berichterstattung auch der französischen Medien wurde das Programm von Canal 21 im Oktober 1999 ausgeweitet und France 2 seitdem nicht mehr terrestrisch in Tunesien ausgestrahlt. 2007 wurde der Name in Tunisie 21 (arabisch تونس 21) geändert.
Im Zuge der Revolution in Tunesien 2010/2011 und dem Sturz Ben Alis bekam der Sender im Januar 2011 seinen heutigen neutralen Namen.